# Список національних парків Анголи
В Анголі знаходиться 6 національних парків. Всього ж в Анголі 15 охоронюваних природних територій.
Національні парки Анголи, як і інші охоронювані території, довгий час практично не управлялись. Офіційно існував National Directorate for the Conservation of Nature, який не здійснює ці функції. Декретом 41/89 від липня 1989 року офіційно управління дикою природою перейшло до Forestry Development Institute (IDF), який є частиною Ministry of Agriculture and Rural Development. Однак, всі ці організації працювали в столиці країни і лише на території національного парку Quissama був польовий табір.
Нині в трьох національних парках відновлено адміністративні корпуси, ще один здатний приймати туристів.

## Національні парки
| № | Назва                        | Оригінальна назва                                                 | Площа, км² | Дата заснування | Зображення |
| - | ---------------------------- | ----------------------------------------------------------------- | ---------- | --------------- | ---------- |
| 1 | Національний парк Кангандала | Cangandala National Park                                          | 600        | 1970            |            |
| 2 | Національний парк Кісама     | порт. Parque Nacional do Quiçama, або Parque Nacional da Quissama | 9960       | 1957            |            |
| 3 | Національний парк Камея      | Cameia National Park                                              | 1445       | 1938            |            |
| 4 | Національний парк Мупа       | Mupa National Park                                                | 6600       | 1964            |            |
| 5 | Національний парк Бікаурі    | Bicauri                                                           | 7772       | 1964            |            |
| 6 | Національний парк Іона       | Iona Angola Park                                                  | 15 150     | 1964            |            |

## Ресурси Інтернету
- Parks, Reserves and Other Protected Areas in Angola [Архівовано 15 березня 2017 у Wayback Machine.]
- The national parks and nature reserves of Angola